# Buřňák pruhokřídlý
Buřňák pruhokřídlý (Pterodroma inexpectata) je druh trubkonosého ptáka z čeledi buřňákovití, jehož areál rozšíření se rozprostírá po většině Tichého oceánu, avšak hnízdí pouze na jižním cípu Nového Zélandu a na některých jeho subantarktických ostrovech.

## Systematika
První popis druhu pořídil Johann Reinhold Forster. Forster buřňáka polapil během druhé plavby Jamese Cooka (1772–1775) v Jižním oceánu. Forsterův popis byl nicméně publikován až v roce 1844, tedy 46 let po Forsterově smrti. Vědecké druhové jméno druhu inexpectata, čili „neočekávaný“, odkazuje k Forsterově překvapení, že se mu dostal do rukou nový druh. V maorštině, domorodém jazyce Nového Zélandu, se druh označuje jako kōrure.

Vybraná dobová vyobrazení
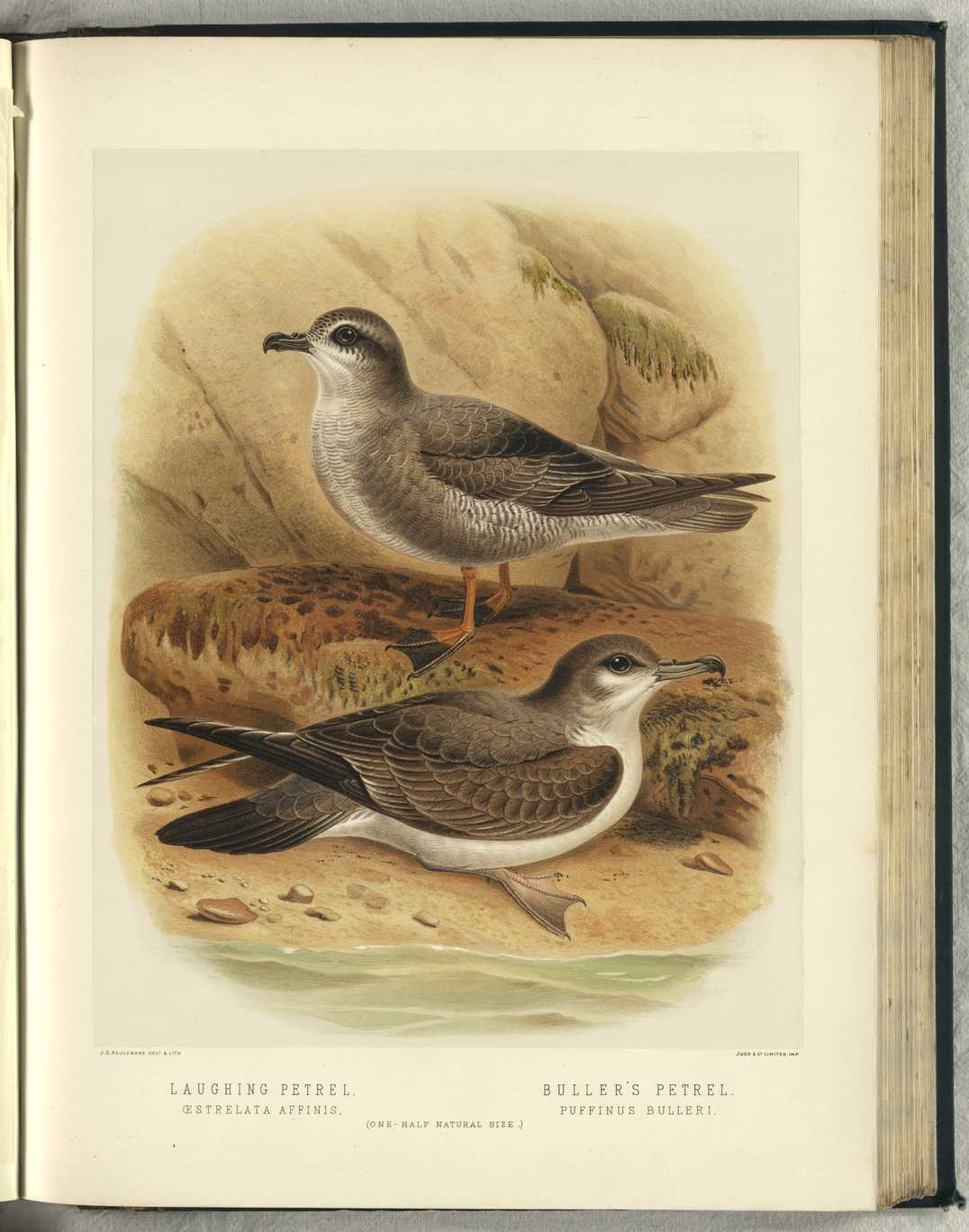
Buřňák pruhokřídlý (nahoře) a buřňák šedohřbetý (Ardenna bulleri), 1888
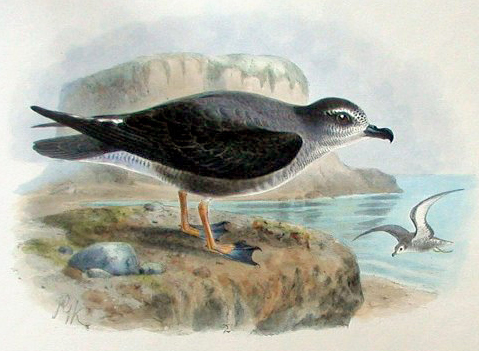
Iustrace buřňáka pruhokřídlého z let 1907–1910

## Rozšíření a populace

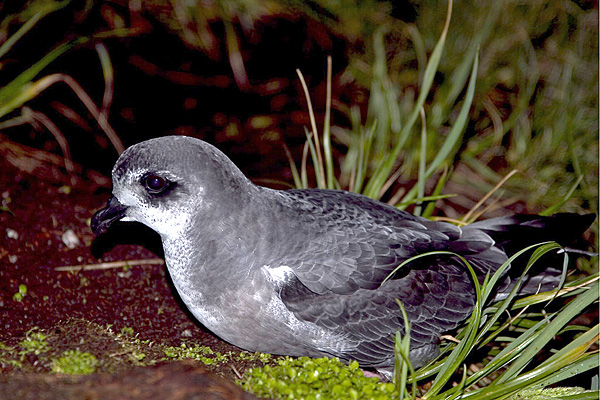
Buřňák pruhokřídlý (Snárské ostrovy)

Druh hnízdí pouze na několika lokalitách na Novém Zélandu. Konkrétně se jedná o Snárské ostrovy, Whenua Hou a Taukihepa (Big South Cape Island), menší kolonie se nachází i na menších ostrůvcích kolem Stewartova ostrova a ve Fiordlandu. Původně hnízdil i ve vnitrozemí Jižního a Severního ostrova, avšak všechna tato hnízdiště vymizela následkem introdukce nepůvodních suchozemských savců a přeměnou divoké přírody na zemědělskou krajinu (patrně někdy počátkem 20. století). V době hnízdění (cca říjen–květen) podniká i 2000 km dlouhé lety za potravou do všech směrů. Po skončení doby hnízdění táhne většinou do severního Tichomoří. Buřňáci pruhokřídlí byli zaznamenáni od Beringova moře až po Rossovo moře k samotným okrajům ledové pokrývky.
Hlavní kolonie druhu se nachází na Whenua Hou, kde hnízdí 300–400 tisíc párů buřňáků pruhokřídlých. Snárské ostrovy a Taukihepa hostí každá přes 10 tisíc hnízdících párů. Celková populace se v roce 2004 odhadovala na cca 1,5 milionu jedinců.

## Popis
Tento menší až středně velký buřňákovitý pták dosahuje délky těla kolem 34 cm a váhy kolem 325 g. Krátký zobák (délka cca 24 mm) je černě zbarvený. Křídla jsou dlouhá a široká. Ocas je dlouhý, na konci zúžený. Svrchní část těla je většinou tmavě šedá. Přes svrchní křídla se táhne tmavě šedý pruh, který začíná na kostřeci a končí na koncích ručních letek, takže při roztažených křídlech připomíná písmeno M. Bílá tvář je silně strakatá šedou barvou. Oči jsou umístěny uprostřed tmavého fleku. Spodina je bílá s výjimkou rozmazané šedé skvrny na spodní straně hrudi a břicha. Spodní strana křídel je většinou bílá až na černý pruh na křídlech, který se táhne od ohbí křídla směrem k tělu. Holeně a běháky jsou tělové barvy, prsty a konce blán jsou černé.
Hlavním identifikačním znakem v terénu je zmíněná velká šedá rozmazaná skvrna, která se táhne od spodní strany hrudi až na břicho, a tmavý pruh směřují od ohbí křídla k tělu. Díky těmto výrazným znaků je indentifikace buřňáka pruhokřídlého relativně snadná. Záměna hrozí snad jen s buřňákem hebkým (Pterodroma mollis), který však má tmavé opeření na spodní straně křídel.

## Biologie
Vyskytuje se většinou samostatně, občas v páru nebo v malých, nepočetných hejnech. Živí se hlavně lampovníky, krakaticemi a krilem. Potravu sbírá z povrchu hladiny nejčastěji po dosednutí, avšak potravu může nabírat i přímo za letu. Hřaduje na hladině, v době hnízdění v kolonii.
K parazitům druhu patří klíště alkouní (Ceratixodes uriae), které přichytávají hlavně na nohy a blány mláďat. K přirozeným predátorům patří chaluha velká (Stercorarius skua), v některých oblastech i chřástal weka.

### Hnízdění

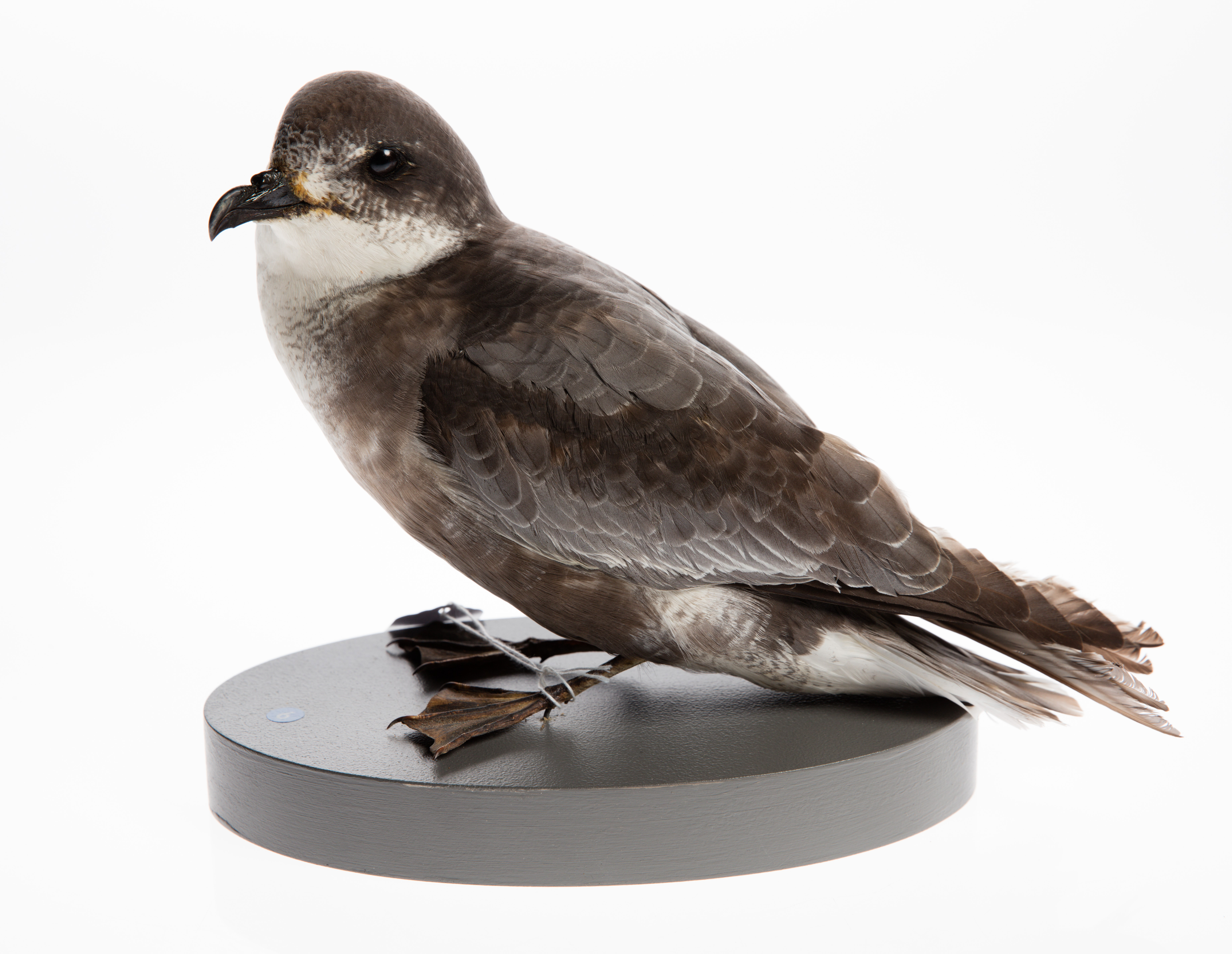
Vycpaný exemplář ze sbírky Aucklandského muzea

Hnízdí v norách, skalních puklinách a menších jeskyních, typicky na strmých skalnatých a kopcovitých svazích. Občas hnízdí i pod vegetací, např. pod trsy trav. Hnízda se nachází od úrovně moře do 350 m n. m. Byly zaznamenány případy sdílení nory s buřňáky hrdliččími (Pachyptila turtur). Jedná se o monogamní ptáky budující dlouhodobé vztahy. Při pobytu v koloniích jsou velmi hlasití. Při přeletu nad hnízdy se ozývají výrazným ti-ti-ti nebo kek-kek-ke, při pobytu na zemi vydávají rezonující gorr zakončené rázným uik.
Doba hnízdění začíná na přelomu října a listopadu, kdy se dospělí buřňáci vrací do svých kolonií a začnou s opravou hnízdních nor a namlouvacími rituály. Samice klade vždy jen 1 oválné vejce o rozměrech cirka 61×44 mm a váze 61 g. Ke kladení vajec dochází nejčastěji koncem prosince. Inkubují oba rodiče, kteří se na vejcích střídají po několika dnech (v průměru po 13 dnech). Zatímco jeden rodič inkubuje, ten druhý se rozletí na širý oceán za potravou, kterou přitom nesbírá jen v bezprostředním okolí hnízda, ale až 2000 km daleko. Mládě se klube přibližně po 50 dnech. Rodiče svého potomka zahřívají první 2 dny a vykrmují do věku kolem 3 týdnů. Mláďata opouští své natální kolonie na přelomu května a června, tedy ve věku 90–105 dní.

## Ohrožení
V době, kdy buřňáci pruhokřídlí hnízdili na hlavní novozélandských ostrovech, místní Maorové pořádali každoročně sběr mladých buřňáků za účelem konzumace. Na menších ostrůvcích kolem Stewartova ostrova si na vejcích buřňáků pochutnává chřástal weka. V minulosti chřástalové wekové lovili vejce i na Whenua Hou, avšak v roce 1985 byli z ostrova odstraněni.
Mezinárodní svaz ochrany přírody hodnotí druh jako téměř ohrožený z důvodu geograficky omezeného hnízdního areálu a kvůli introdukovaným predátorům, kteří jsou na některých místech přítomni (např. krysy obecné na Taukihepa).